# Cemitério Judaico de Philippsburg
O Cemitério Judaico de Philippsburg (em alemão:  Jüdischer Friedhof Philippsburg) é um cemitério judaico em Philippsburg, Alemanha.
Os mortos da comunidade judaica de Philippsburg foram inicialmente sepultados no Cemitério Judaico de Obergrombach. Em 1899 foi construído um cemitério próprio, no distrito de Huttenheim. O cemitério tem uma área de 11,95 ares e existem atualmente 47 sepulturas.
Os primeiros sepultamentos ocorreram em 1890 e o último sepultado foi Moritz Neuburger, que foi professor judaico em Philippsburg, de 1889 a 1938. Após ter emigrado para Heidelberg depois de 1945, retornou à sua comunidade e em 1954 foi sepultado no cemitério.